# Erik Johan Meck
Erik Johan Meck, född den 28 oktober 1644 i Riga, avled i Riga den 12 oktober 1702, var en svensk överste som ägde bland annat Vallens slott i Halland. Han var flitig dagbokskribent där han skrev om personliga och kulturhistoriska händelser. 

## Biografi
Föddes den 28 oktober 1644 i Riga, gift den 10 juli 1670 med Magna Birgitta Durell. Måste 1656 för ryssarnas infall i Livland fly med sina föräldrar över till Sverige. Page hos greve Claes Tott på hans ambassad till Frankrike 1661. Sällskap åt unga greve Torstenson på hans resa genom Frankrike och England 1661. Svensk hovjunkare den 7 april 1663, löjtnant vid artilleriet i Jönköping den 27 mars 1667, förordnades 1670 att förestå artilleriet i Halmstad, Varberg och Laholm. Kapten vid artilleriet i Stade den 4 april 1674, chef för artilleriet i Karlsburg i Bremen 20 april 1674, major vid artilleriet i Malmö den 1 januari 1677. Överstelöjtnant vid artilleriet i Malmö den 19 september 1677, ambassadkavaljer vid fredskongressen i Lund 1679 samt medföljde riksrådet, greve Johan Gyllenstierna 1680, då denne i Köpenhamn avhämtade den kungliga bruden, danska prinsessan Ulrika Eleonora. Vice kommendant i Malmö 1684 och i Landskrona 1691, överste för hela rikets artilleri den 22 oktober 1697. 
Avled i Riga den 12 oktober 1702. Hans vapen uppsattes i Källerö kyrka, Småland. "Han utstod i Karlsburg belägringen av de allierade danska, lüneburgska och münsterska trupperna samt måste efter ett tappert motstånd till dem uppgiva fästningen. Tog då jämte en kapten Sandberg pass för att över Hamburg begiva sig till Sverige men råkade i Hamburg ut för en bedragare vid namn Du Croij, som sade sig vara engelsk envoyé till danska och svenska hoven och övertalade dem att följa honom igenom Danmark, varest han i Köpenhamn, då de återfordrade de resekostnader, som de förskjutit honom, angav dem att vara spioner, varför de blevo förklarade för krigsfångar och insattes i ett svårt fängelse till slutet av året 1676. Mistade genom reduktionen såväl fädernegodset Sonsell i Livland som ansenligt av sina andra egendomar, Vallens slott och Dömmestorp herrgård i Halland. Var en god tysk poet och skall hava författat psalmen Den vedervärdighet, som mig eländan trycker etc."
Två av Erik Johan Mecks söner, Magnus Fredric Meck och Jacob Johan Meck blev 1723 naturaliserade svenska adelsmän (se Meck) i Sverige. Hans tredje son däremot, Carl Gustaf Meck, blev inte som sina två yngre bröder naturaliserad svensk adelsman.